# Andrenosoma modestum
Andrenosoma modestum är en tvåvingeart som först beskrevs av Paramonov 1958.  Andrenosoma modestum ingår i släktet Andrenosoma och familjen rovflugor. Inga underarter finns listade i Catalogue of Life.